# Johan Jüngling
Johan Jüngling, född 1977, är en svensk tidigare squashspelare, spelande för Växjö SK och bosatt i Jönköping. Han representerade Sverige i 12 st Europamästerskap och 3st världsmästerskap.
Han spelade i tio års tid för svenska landslaget, och rankades bland annat som Sverigeetta som junior. Han blev svensk mästare åtta gånger som junior, och fyra gånger som senior. År 2005 blev han andalusisk lagmästare. Som bäst var han rankad 38 i världen.